# Луговой Анатолій Васильович
Анатол́ій Васи́льович Луговой — кавалер ордена «За заслуги» 3 ступеня — 2008, лауреат загальноукраїнського рейтингу професійних досягнень «Лідер України», нагороджений нагрудним знаком «Лідер України», почесними грамотами обласної державної та міської адміністрації, почесними грамотами уряду та громадських організацій НДР.

## Життєпис
З 1962 року в Криворізькому гірничорудному інституті на викладацькій і науковій роботі.
В 1965—1968 роках проходив аспірантуру у московському Всесоюзному науково-дослідному інституті електроенергетики, 1969 року захистив в Московському енергетичному інституті дисертацію, кандидат технічних наук, 1971 року — доцент.
Протягом 1975—1976 років був на науковій роботі в Дрезденському технічному університеті; одночасно закінчує Гердер-інститут з німецької мови.
З 1978 року працює в Кременчуцькій філії Харківського політехнічного університету; доцент, заступник завідувача кафедри.
1985 року очолює кафедру автоматизації виробничих процесів та робототехніки.
Заступник директора з наукової роботи та економіки — з 1994 року.
Керував підготовкою та відкриттям кафедр навчання по спеціальностях в напрямках електромеханіки та автоматизації, процесом створення для них навчально-лабораторної бази, заснуванням та облаштуванням сучасного обчислювального центру.
Його зусиллями 1990 року відкрито денну форму навчання в філіалі за спеціальностями електроніка та автоматизація.
Його вклад є значним в створення навчальної, наукової та матеріальної бази для відкриття в 1997 році Кременчуцького державного політехнічного інституту, а 2000 року — Кременчуцького державного політехнічного університету.
З 1 вересня 1997 року Луговой — проректор з наукової роботи, економіки та міжнародних зв'язків, професор Кременчуцького інституту, завідувач кафедри систем автоматичного управління та електроприводу.
З 2000 року працює проректором з науково-дослідної роботи Кременчуцького державного політехнічного університету.
З 2003 року в тому ж університеті проректор з наукової роботи.
Очолює кафедру комп'ютерних та інформаційних систем, керує науково-дослідною лабораторією «Комп'ютерні та інформаційні системи в освіті».
Протягом всіх років роботи у Кременчуці одночасно з навчальною вів наукову роботу — автоматизація та комп'ютерізація виробництва, енергозбереження, щодо оптимальних систем технічного та організаційного управління, теорія прийняття рішень.
Керував групами по проведенню більше ніж 50 науково-дослідних робіт місцевого та загальнодержавного значення.
Опубліковано понад 100 його наукових праць, переважно видані в спеціалізованих журналах та збірках наукових праць — в Україні та за її межами, 1 підручник та 4 навчальних посібники.
Очолює Кременчуцький осередок Полтавської філії північно-східного центру НАН України.
Є членом Європейської асоціації міжнародної освіти (European association for international Education), голова регіонального відділення Української асоціації інженерів-електриків, голова правління громадської організації «Бізнес — Інкубатор — Кременчук».
Є співавтором:
- «Моделювання електромеханічних систем» — підручник для студентів вузів, які навчаються за напрямом «електромеханіка», Кременчук, 2001 — разом з Чорним Олексієм Петровичем, Родькіним Дмитром Йосиповичем, Сисюком Геннадієм Юрійовичем, Садовим Олександром Валентиновичем,
- «Мікропроцесори — архітектура та принципи функціонування», 2002 — разом з А. Я . Скляровим.